# Complexe wisselstroomrekening
Complexe wisselstroomrekening is in de elektrotechniek een manier om in een elektrisch netwerk de verhouding tussen spanning en stroomsterkte te bepalen bij sinusvormige wisselspanningen en wisselstromen met behulp van complexe grootheden. De methode is aanvankelijk ontwikkeld door Arthur Edwin Kennelly en Charles Proteus Steinmetz en is eenvoudiger dan de berekeningen met differentiaalvergelijkingen en goniometrische functies.
Dezelfde methoden kunnen worden toegepast bij andere lineaire tijdinvariante continue systemen. Hiermee samenhangend is er ook de frequentierespons.

## Methode
Complexe wisselstroomrekening wordt toegepast in netwerken waarin de spanningen en de stroomsterkten sinusvormig zijn met een vaste frequentie. De spanning, de stroomsterkte, de impedantie en andere relevante grootheden worden voorgesteld als complexe grootheden. Zo zijn
{\displaystyle {\underline {u}}(t)=U\,e^{j\omega t}\quad } en {\displaystyle \quad {\underline {i}}(t)=I\,e^{j(\omega t+\varphi )}} 
de complexe voorstellingen van de momentane spanning en stroomsterkte; de reële delen daarvan zijn de werkelijke momentane spanning en stroomsterkte.
{\displaystyle u(t)=\Re {\underline {u}}(t)=U\cos(\omega t)\quad } en {\displaystyle \quad i(t)=\Re {\underline {i}}(t)=I\cos(\omega t+\varphi )}.
Daarin is {\displaystyle \omega } de hoekfrequentie en {\displaystyle \varphi } de faseverschuiving tussen de spanning en de stroom. De grootheden {\displaystyle U} en {\displaystyle I} zijn de amplituden van respectievelijk de spanning en de stroom.
Omdat de tijdsafhankelijkheid in de complexe voorstelling van de spanning en de stroomsterkte dezelfde is, wordt deze als aparte factor beschouwd en de andere factor wel als fasor genoteerd. Zo is
{\displaystyle {\underline {u}}(t)={\hat {u}}\,e^{j\omega t}\quad } en {\displaystyle \quad {\underline {i}}(t)={\hat {i}}\,e^{j\omega t},}
met 
{\displaystyle {\hat {u}}=U=U\angle 0\quad } en {\displaystyle \quad {\hat {i}}=I\,e^{j\varphi }=I\angle \varphi .}
De impedantie in het circuit wordt voorgesteld door de complexe grootheid
{\displaystyle Z=R+jX},
waarin {\displaystyle j} de imaginaire eenheid is, {\displaystyle R} de ohmse component en {\displaystyle X} de reactieve component.
Zoals onderstaand blijkt kunnen, in netwerken met alleen weerstanden, capaciteiten en zelfinducties, de wet van Ohm en de elektriciteitswetten van Kirchhoff ook toegepast worden op de fasors, de complexe amplituden van de complexe grootheden. Daarbij moet voor  een capaciteit {\displaystyle C} gerekend worden met de impedantie {\displaystyle {\frac {1}{j\omega C}}} en voor een zelfinductie {\displaystyle L} met de impedantie {\displaystyle j\omega L}. Een weerstand {\displaystyle R} heeft eenvoudig de impedantie {\displaystyle R}.

### Theoretisch voorbeeld
Een weerstand {\displaystyle R} is in serie geschakeld met de parallelschakeling van een condensator met capaciteit {\displaystyle C} en een spoel met zelfinductie {\displaystyle L}. De schakeling is aangesloten op een wisselspanning met frequentie {\displaystyle f} en amplitude {\displaystyle U}. 
De hoekfrequentie is dus {\displaystyle \omega =2\pi \,f}, en de impedantie is:
{\displaystyle Z=R+{\frac {1}{j\omega C+{\frac {1}{j\omega L}}}}=R+j{\frac {\omega \,L}{1-\omega ^{2}L\,C}}}.
De stroomsterkte volgt uit:
{\displaystyle {\hat {i}}={\frac {\hat {u}}{Z}}={\frac {U}{Z}}}.

### Praktisch voorbeeld
Een smoorspoel met zelfinductie {\displaystyle L=0{,}1\,{\rm {H}}} heeft een inwendige weerstand van {\displaystyle R=5\,\Omega }. De spoel is aangesloten op de netspanning, dus een wisselspanning met frequentie {\displaystyle 50\,{\rm {Hz}}} en amplitude {\displaystyle U=230{\sqrt {2}}\ {\text{V}}}. 
De hoekfrequentie is dus {\displaystyle \omega =2\pi \,f=100\,\pi \,{\text{Hz}}}, en de impedantie is:
{\displaystyle Z=R+j\omega L=5+j\,\cdot 100\pi \cdot 0,1=5+j\,10\,\pi \,\Omega }.
De stroomsterkte volgt uit:
{\displaystyle {\hat {i}}={\frac {\hat {u}}{Z}}={\frac {U}{Z}}={\frac {230{\sqrt {2}}}{5+j\,10\,\pi }}={\frac {230{\sqrt {2}}(5-j\,10\,\pi )}{25+100\,\pi ^{2}}}\approx 1{,}61-j\,10{,}10\,{\text{A}}}
{\displaystyle =10{,}22\,{\text{A}}\angle -81}°, dus effectief {\displaystyle 7{,}23\,{\text{A}}}.
Er loopt in het circuit dus een stroom met een amplitude van 10,22 ampère (effectief 7,23 A), die ca. 81° in fase achter loopt op de spanning. De stroom bestaat uit een effectieve component van 1,14 A ({\displaystyle =(1{,}61/{\sqrt {2}}){\text{A}}}) in fase met de spanning en een blindstroom met een effectieve sterkte van 7,14 A ({\displaystyle =(10{,}10/{\sqrt {2}}){\text{A}}}) die 90° achter loopt op de spanning.

## Basis van de rekenmethode
De complexe wisselstroomrekening is gebaseerd op het feit dat de spanning over een component als functie van de tijd een lineaire relatie heeft met de stroomsterkte als functie van de tijd (namelijk een vaste verhouding met de functie zelf, de integraal of de afgeleide). Reële spanningen en stroomsterktes kunnen gezien worden als het reële deel van denkbeeldige complexe spanningen en stroomsterktes. Bij wisselspanning en wisselstroom met een bepaalde frequentie hebben de complexe spanningen een vaste complexe verhouding met de complexe stroomsterkte. Het differentëren en integreren wordt dus geëlimineerd.
Bij een fysiek systeem geeft een reële input een reële output, en het bijbehorende abstracte systeem bij een zuiver imaginaire input dus ook een zuiver imaginaire output. Daarom is het reële deel van een complexe output de output van het reële deel van de input. 

### Ohmse impedantie
In een circuit met alleen een ohmse impedantie {\displaystyle R} en een spanningsbron geldt volgens de wet van Ohm:
{\displaystyle u(t)=R\cdot i(t)},
dus 
{\displaystyle \varphi =0\quad } en {\displaystyle \quad U=I\cdot R}.
Dezelfde relatie bestaat tussen de complexe voorstellingen, immers
{\displaystyle {\underline {u}}(t)=U\,e^{j\omega t}=I\cdot R\cdot e^{j\omega t}=R\cdot I\,e^{j\omega t}=R\cdot {\underline {i}}(t)}.
Daaruit volgt ook voor de fasors:
{\displaystyle {\hat {u}}=U,\quad {\hat {i}}=I\quad } en {\displaystyle \quad {\hat {u}}=R\cdot {\hat {i}}}.
Dat houdt in dat de stroom en de spanning in fase zijn en de complexe impedantie gelijk is aan:
{\displaystyle Z=R}.

### Capacitieve impedantie
In een circuit met alleen een capaciteit {\displaystyle C} en een spanningsbron geldt de differentiaalvergelijking:
{\displaystyle {\frac {\mathrm {d} u(t)}{\mathrm {d} t}}={\frac {1}{C}}\cdot i(t)},
waaruit volgt 
{\displaystyle U\,{\frac {\mathrm {d} \cos(\omega t)}{\mathrm {d} t}}=-\omega \,U\cdot \sin(\omega t)={\frac {1}{C}}\cdot I\,\cos(\omega t+\varphi )},
dus
{\displaystyle \varphi ={\tfrac {1}{2}}\pi \quad } en {\displaystyle \quad U={\frac {1}{\omega C}}\,I}
Ook hier bestaat dezelfde relatie tussen de complexe voorstellingen, immers
{\displaystyle {\frac {\mathrm {d} {\underline {u}}(t)}{\mathrm {d} t}}={\hat {u}}\,j\omega \,e^{j\omega t}=U\,j\omega \,e^{j\omega t}={\frac {1}{\omega C}}\,I\cdot j\omega \,e^{j\omega t}=}
{\displaystyle ={\frac {I}{C}}\cdot e^{j\pi /2}\,e^{j\omega t}={\frac {1}{C}}{\hat {i}}\,e^{j\omega t}={\frac {1}{C}}\cdot {\underline {i}}(t)}
Daaruit volgt ook voor de fasors:
{\displaystyle {\hat {u}}=U,\quad {\hat {i}}=j\,I\quad } en {\displaystyle \quad {\hat {u}}={\frac {1}{j\omega C}}\cdot {\hat {i}}}.
Dat houdt in dat de stroom 90° voor loopt ten opzichte van de spanning en de complexe impedantie gelijk is aan:
{\displaystyle Z={\frac {1}{j\omega C}}}

### Inductieve impedantie
In een circuit met alleen een zelfinductie {\displaystyle L} en een spanningsbron geldt de differentiaalvergelijking:
{\displaystyle {\frac {\mathrm {d} i(t)}{\mathrm {d} t}}=-{\frac {1}{L}}\cdot u(t)},
waaruit volgt 
{\displaystyle I\,{\frac {\mathrm {d} \cos(\omega t+\varphi )}{\mathrm {d} t}}=-\omega \,I\cdot \sin(\omega t+\varphi )={\frac {U}{L}}\cdot \cos(\omega t)},
dus
{\displaystyle \varphi =-{\tfrac {1}{2}}\pi \quad } en {\displaystyle \quad U=\omega L\,I}.
Ook hier bestaat weer dezelfde relatie tussen de complexe voorstellingen, immers
{\displaystyle {\frac {\mathrm {d} {\underline {i}}(t)}{\mathrm {d} t}}={\hat {i}}\,j\omega \,e^{j\omega t}=j\omega \,I\,e^{-j\pi /2}\,e^{j\omega t}=j\omega {\frac {U}{\omega L}}\cdot e^{-j\pi /2}\,e^{j\omega t}=}
{\displaystyle ={\frac {U}{L}}\,e^{j\omega t}={\frac {1}{L}}{\hat {u}}\,e^{j\omega t}={\frac {1}{L}}\cdot {\underline {u}}(t)}
Daaruit volgt ook voor de fasors:
{\displaystyle {\hat {u}}=U,\quad {\hat {i}}=-j\,I\quad } en {\displaystyle \quad {\hat {u}}=j\omega L\cdot {\hat {i}}}.
Dat houdt in dat de stroom 90° achter loopt ten opzichte van de spanning en de complexe impedantie gelijk is aan:
{\displaystyle Z=j\omega L}

### Constatering
Voor elk type impedantie blijkt de wet van Ohm ook van toepassing op de complexe amplitudes van de spanning en de stroomsterkte, waarbij voor de impedanties de genoemde vorm gekozen moet worden. Als gevolg van het superpositiebeginsel blijven ook de  wetten van Kirchhoff geldig.